# Новобаландіно
Новобаландіно (рос. Новобаландино) — присілок у Єткульському районі Челябінської області Російської Федерації.
Входить до складу муніципального утворення Каратабанське сільське поселення. Населення становить 179 осіб (2010).

## Історія
Від 1 березня 1924 року належить до Єткульського району Челябінської області.
Згідно із законом від 16 листопада 2004 року органом місцевого самоврядування є Каратабанське сільське поселення.

## Населення
| 2002 | 2010 |
| ---- | ---- |
| 192  | ↘179 |